# 神佛習合

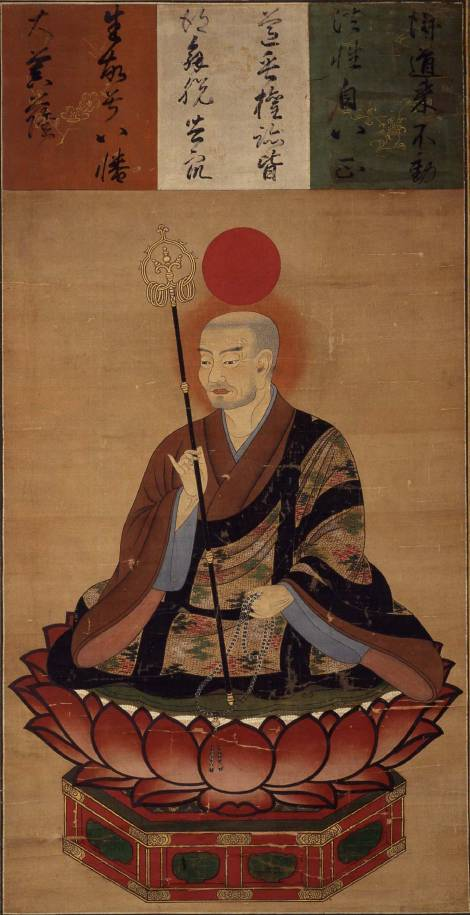
僧形八幡神

神佛習合（日语：／ Shinbutsushūgou */?）是將日本本土的信仰和佛教折衷，再習合形成一個信仰系統。一般指的是在日本神道和佛教發生（合一）的現象，在廣泛的意義上說，佛教在世界各地蔓延時，也指佛教與本土的信仰之間發生的現象。下面介紹了在日本的神佛習合。亦稱做神佛混淆（日语：／ Shinbutsukonkō）与本地垂迹。

## 佛教的引入
西元552年（或說是538年）佛教公傳的當時，佛被認為是與日本的神同質存在的蕃神（日语：／ Tonarinokuninokami）。日本最早的出家供奉佛的女尼（司马达等女儿善信尼）記載於『日本書紀』，但直接供奉佛這個行為被認為是和巫女祭祀日本神祇一樣的。
從寺院的燒亡是佛的詛咒的這個想法也可以知道，佛教並沒有詛咒的概念，因為它當時也被理解為神道的信仰之一。

## 神宮寺的建立
日本在理解到佛和日本的神，兩者有不同的性質，在佛之本與神、與人間皆處於同列位置，日本的眾神祇也和人們想要脫離一樣的苦，想求到佛的救濟以得解脫。715年（靈龜元年），在越前國的氣比大神的託宣之下，使得神宮寺建立，奈良時代早期，國家級的神社神宮寺開始建立，開始的時候滿願禪師也將鹿島神宮，賀茂神社，伊勢神宮等任何境内外的神社與神宮寺併設。此外，以宇佐八幡神的樣子為原本，神體菩薩形的神（僧形八幡神）也出現了。在奈良時代後期，伊勢桑名郡在當地有權勢的家族中的守護神的多度大神，亦託宣放棄了神體以實踐佛教，神宮寺建立的活動也擴展到地方的神社、若狹國若狹彦大神和近江國奧津島大神等，其他諸國的神也從8世紀後半到9世紀前半，表示有想皈依佛道的意思。為了救濟有這樣苦惱的神，除了會在神社的一旁寺建神宮寺外，也會在神前讀經。
因為眾神們皈依佛道的託宣，認為此時只要祭祀他們，氏家大族們的願望也就能實現。律令制的導入使得社會結構改變，從豪族單一共同體的首長到伴隨著有私有地領主的性格的樣子，一直以來支持祭祀共同體的神祇信仰呈現出僵局，好像是自覺到私人所有所伴隨的罪，豪族個人也在尋求新的精神支柱。
大乘佛教的這個構造上能利他通行，能教以使罪得到救濟，豪族們也因受到這一點而引入佛教。就此對應的身帶雜密的遊行僧現也出現了，希望把神宮寺的建立活動大舉前進。還有因為密教的體系化，咒術的修行與重視奇蹟、世俗性質的富之蓄積與肯定繁榮性格的神祇信仰亦折衷在一起，因而認為在豪族支配下的人們也容易受到影響。
這樣做使得神社接近寺院的一方，寺院也更接近神社的一側。8世紀後半時，人們把和這個和寺院有關係神當作鎮守寺院的守護神。710年（和銅3年）的興福寺附帶著春日大社是最早的一個例子。此外，東大寺是向與大佛協力建立的宇佐八幡神勸請而鎮守的，而這個就是現在的手向山八幡宮。其他古代的有力寺院，有延暦寺和日吉大社、金剛峯寺和丹生神社、東寺和伏見稻荷大社等等，這些寺社亦持有守護神。
這個段階，神與佛是同一信仰體系的中心，使兩者其完全地認識別的存在，兩者大約也可視為同一存在。為了這個段階特殊的神佛習合給區別出來，因此也把稱做神佛混淆。在多數的神社旁建立神宮寺，也在原本的寺院建立神社，這也是把壓迫古來的神祇信仰的事變成神祇信仰與佛教信仰互補合形而成的現象。

## 神本佛迹說
從鎌倉時代末期，到南北朝時代，僧侶開始對神道說反動，相反的，倡導神是本地，佛是假姿的神本佛迹說的伊勢神道與唯一神道也出現了，江戸時代時，朱子學的理論使得兩派統合，而誕生出垂加神道。這些是神祇信仰的主流派的教義，也是確立神道教義的貢獻。
不過，思考神佛習合自體在明治時代的神佛分離後衰弱，也使得近現代的日本人的精神構造受到影響。

## 相關主題
- 神佛分離
- 廢佛毀釋
- 日本佛教
- 神宮寺
- 三教合流
- 台灣民間信仰